# Trogon masqué
Trogon personatus
Espèce
Statut de conservation UICN

 LC  : Préoccupation mineure
Le Trogon masqué (Trogon personatus) est une espèce d'oiseau de la famille des Trogonidae.

## Répartition et sous-espèces
Son aire se répand d'une part à travers la cordillère des Andes et cerros et tepuys du Vénézuela de l'autre.
Selon la classification de référence du Congrès ornithologique international (14.2, 2024) :
- T. p. sanctaemartae Zimmer, 1948 — Sierra Nevada de Santa Marta
- T. p. ptaritepui Zimmer & Phelps, 1946 — tepuys
- T. p. duidae Chapman, 1929 — cerro Duida
- T. p. roraimae (Chapman, 1929) — Auyan Tepuy, mont Roraima et environs
- T. p. personatus Gould, 1842 — cordillère Orientale (Colombie), Équateur et Pérou
- T. p. assimilis Gould, 1846 — de l'ouest de la Colombie et de l'Équateur au nord-ouest du Pérou
- T. p. temperatus (Chapman, 1923) — centre de la Colombie et Équateur
- T. p. heliothrix Tschudi, 1844 — Pérou
- T. p. submontanus Todd, 1943 — sud-est du Pérou et Bolivie